# Ruhestromprinzip

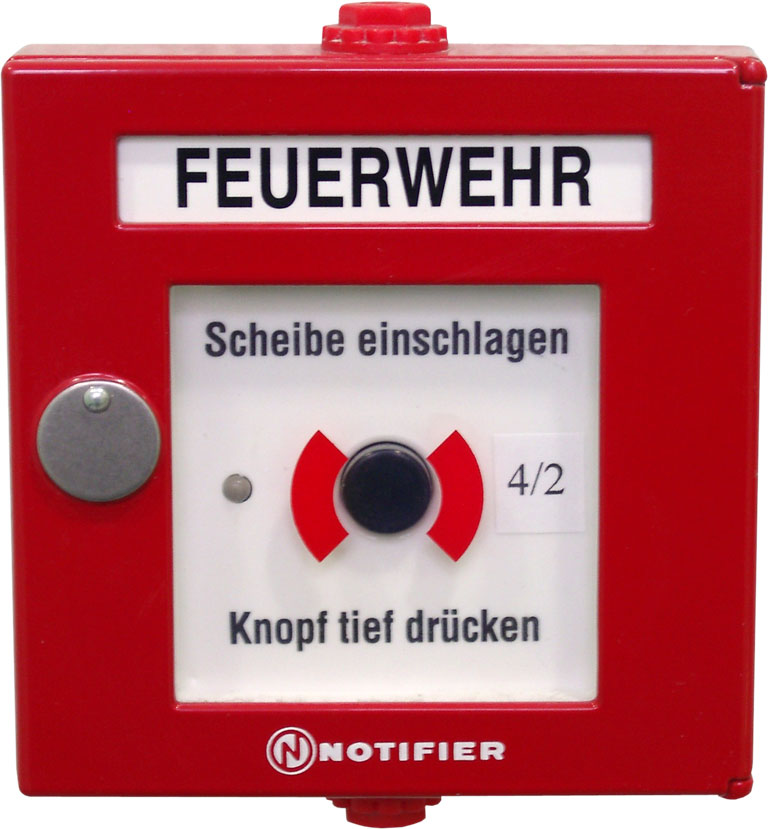
Der Druckknopffeuermelder arbeitet nach dem Ruhestromprinzip.

Das Ruhestromprinzip beschreibt die Arbeitsweise elektrisch betriebener Anlagen oder Anlagenteile, bei der in Ruhestellung ständig ein definierter, meist relativ kleiner Strom fließt, der Ruhestrom. Erst, wenn der Stromfluss unterbrochen wird oder aus dem Toleranzbereich nach unten oder oben heraustritt, wird eine Aktion veranlasst.
Das Ruhestromprinzip kann gewährleisten, dass bei Störungen, insbesondere an sicherheitsrelevanten Komponenten, das System immer zur sicheren oder zumindest zur weniger gefährlichen Seite hin kippt.
Die Verallgemeinerung dieses Prinzips in den Ingenieurwissenschaften wird unter dem englischen Begriff Fail-Safe beschrieben (auch failure safe design oder failsafe circuit). Ein historisches Beispiel aus dem Maschinenbau ist die indirekt wirkende Druckluftbremse, die anlegt, wenn die Luft aus der Hauptluftleitung entweicht.
Der Begriff Ruhestromprinzip geht über den Begriff Drahtbruchsicherheit hinaus, denn neben einer Aderunterbrechung wird generell der „Ausfall der Hilfsenergie“ berücksichtigt.
Das Gegenteil dieser Betriebsform ist das Arbeitsstromprinzip, bei dem Strom fließt, wenn ein Signal aktiv ist oder ein Element betätigt wird. Signale für Zustandsmeldungen elektrischer Geräte und Anlagen und elektrisch betriebene Aktoren (auch Alarme) arbeiten häufig hiernach. Für sicherheitsgerichtete Schaltkreise ist das Arbeitsstromprinzip jedoch nicht erlaubt.

## Ruhestromprinzip in der Aktorik
Beispielsweise elektrisch betätigte Bremsen wie Federspeicherbremsen lösen bei anliegender Spannung, es fließt ein Ruhestrom. Beim Ausbleiben der Versorgungsspannung, einer Aderunterbrechung oder gezielter Betätigung tritt die Funktionswirkung ein, indem die Bremse anlegt. Die Bremswirkung erfolgt hier über vorgespannte Federn, welche z. B. durch einen Elektromagnet gelöst werden.

## Ruhestromprinzip in der Sensorik
In der Sensorik muss beim Entwurf einer elektrischen Schaltung entschieden werden, wie der Schaltkontakt des Gebers (z. B. Endlagenschalter oder Drucksensor) ausgeführt werden soll:
- als Öffner (Ruhestromprinzip) oder
- als Schließer (Arbeitsstromprinzip).

Hierbei muss man bei sicherheitsgerichteten Stromkreisen außerdem Gutmeldungen von Schlechtmeldungen unterscheiden. Beispielsweise kann ein Druckschalter melden:
- „Arbeitsdruck vorhanden“ (Gutmeldung, dann ok) oder
- „Betriebsdruck überschritten“ (Schlechtmeldung, dann schnell abschalten).

Die Gefahren- oder Schlechtmeldung wird beim Ruhestromprinzip durch ein Öffnen des Stromkreises, also ein Unterbrechen des Ruhestromes, oder eine gezielte Anhebung oder Absenkung des in Ruhe fließenden Stromes signalisiert. Man nimmt dabei u. U. in Kauf, dass die ansonsten einwandfrei arbeitende Anlage bereits nur bei einem defekten Geber heruntergefahren wird.
Würde dagegen das Arbeitsstromprinzip angewendet, so könnte ein defekter Geber nicht sofort erkannt und eine Gefahrenmeldung nicht abgesetzt werden, was bei einer tatsächlichen Anlagenstörung, im Beispiel „Betriebsdruck überschritten“, zu fatalen Folgen führen könnte.

## Wichtige Einsatzgebiete
- Sicherheitsbremsen
- Türverriegelungen
- Alarmanlagen: Der Ruhestrom ist sehr genau definiert. Werden die Signalleitungen durchtrennt oder überbrückt, so ändert sich der Strom, und ein Alarm wird ausgelöst. So wird die Anlage gegen Sabotage geschützt.
- Eisenbahnsicherungstechnik / Sicherung von Zugfahrten: Fehlt der Überwachungsstrom, so wird eine Störung gemeldet oder angezeigt, beteiligte Signale, die einen Fahrbegriff zeigen, fallen in die Haltlage.
- Brandmeldeanlagen: Wird die Signalleitung der Brandmelder unterbrochen, so wird Alarm ausgelöst.
- Not-Aus-Signalleitungen: Wird die Leitung durchtrennt, so wird das Not-Aus-Verfahren eingeleitet.